# 摩托领骑赛

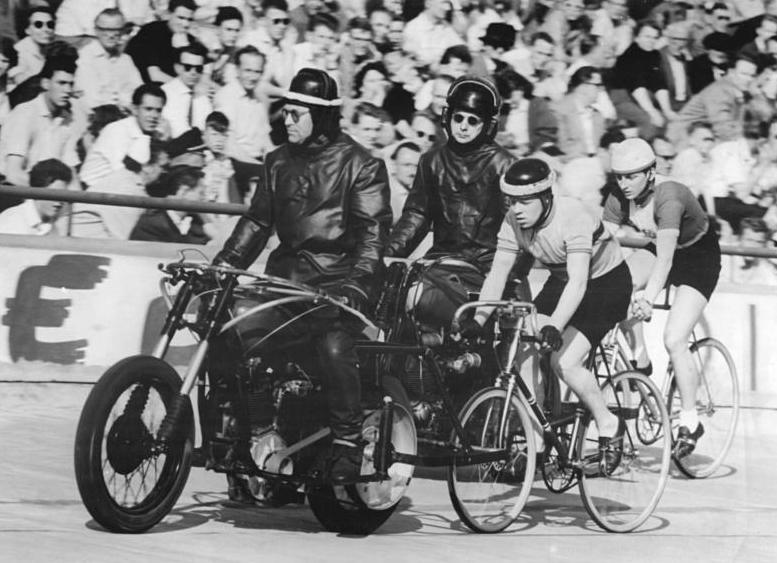
1958年柏林魏森塞的摩托领骑赛

摩托领骑赛（英语：Motor-paced racing）是自行车运动中一种跟在领骑员（pacer）后面骑行的比赛方式，领骑员可能驾驶汽车，更常见的是骑摩托车。在这种比赛中，自行车手也被称为跟骑者（stayer）。他们尽可能紧跟领骑员，以便借助其空气尾流。最早的领骑赛是跟在多人自行车后面，有时领骑的自行车上有多达五名骑手。波尔多—巴黎和创纪录的尝试都是跟在汽车后面。更常见的比赛或训练则是跟在摩托车后面。

## 领骑的起源
19世纪末，自行车手们开始使用多人自行车领骑。领骑自行车上可多达五名骑手。由于跟随领骑员骑行的距离很长，因此这些车手被称为stayer，这原本是长距离赛马中使用的术语。邓禄普等公司会赞助领骑队，吸引了“成千上万”的观众前来观看。1897年9月27日，来自伦敦南部的骑手J·W·斯托克斯（J. W. Stocks），跟在一辆邓禄普五人自行车后面，创下了32英里1,086碼（52.492）的一小时骑行的英国纪录。这些多人自行车均由专业骑手骑行，其中有多达100人签订了合同。每个参赛者有6到8个领骑队，负责50和100英里（80和160）的比赛。
领骑的多人自行车加装发动机后，速度就提高了。1898和1899年，阿瑟·阿达尔伯特·蔡斯和法国人埃米尔·鲍尔，跟在加装动力的多人自行车后面，创造了新的英国纪录。1900年7月在伦敦南部水晶宫进行的私人测试中，蔡斯使用41⁄2匹制動馬力（4.6匹公制馬力）的摩托车领骑，跑出了37英里196碼（59.725），但美国和巴黎的车手已经跑出了更好的成绩。有些比赛将单人自行车、多人自行车和摩托车领骑混合起来，但给与骑手不同的起点作为补偿。

## 汽车领骑
波尔多—巴黎是从法国西南部到首都，赛程接近600（370英里），在1897、1898和1899年均有部分路程是由汽车领骑的。巴黎–鲁贝也是类似。历史学家皮埃尔·夏尼说：“在巴黎—鲁贝的比赛中，汽车只出现了很短的时间。在北方的道路上，这些高高的嘈杂的汽车，带轮胎的木轮碾过，尘土飞扬。司机们穿着皮衣，戴着超大的护目镜，踏入未知的世界！骑手们隐藏在混乱中，什么也看不见，冒着生命危险，以50每小時（31英里每小時）的速度在刀刃上行进。噪音非常大，车队行进在排气管的恶臭中。”

## 摩托领骑

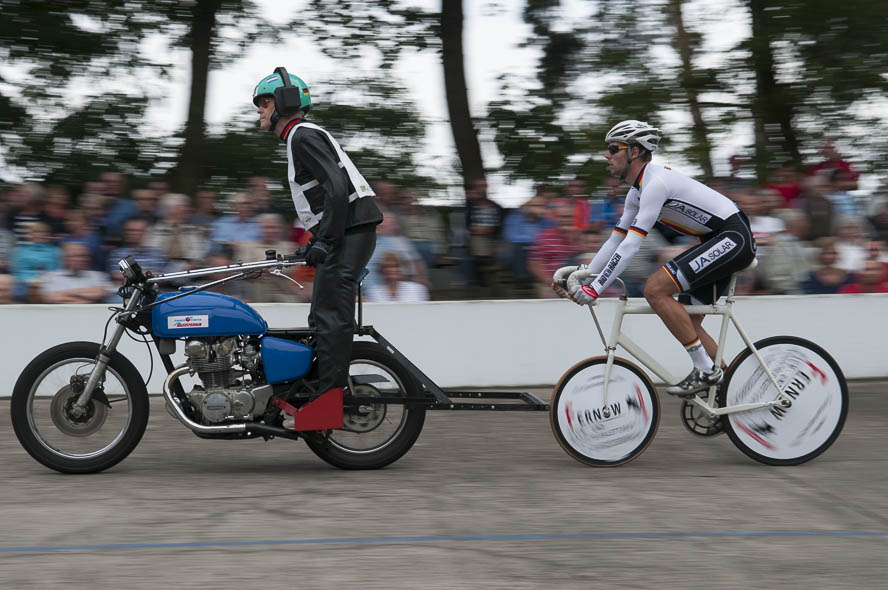
2013年欧洲锦标赛上，跟骑者弗洛里安·费尔诺（Florian Fernow）与领骑员彼得·鲍尔莱因（Peter Bäuerlein）

根据历史学家H·M·埃利斯（Ellis）的说法，最初的比赛更多地取决于摩托车所能达到的速度，而不是骑手的跟车能力，平均速度约为50每小時（31英里每小時）。随着领骑者的速度变快，比赛也变快了。领骑赛几十年来一直吸引着欧洲观众，也曾一度吸引北美观众。有数以万计的观众观看比赛，尤其是在德国。这种形式的领骑赛，其流行程度在20世纪后期有所下降。
领骑赛的规则很少。领骑摩托在后轮后面安装了一些侧向小滚轮，以避免骑手碰到摩托车后部而发生撞车，但几乎没有其它规定。赛程延长至六天，但一小时赛和百英里（160公里）赛更为常见。曾短暂允许使用风挡，但在1904年世锦赛后就废弃了。
随着车速的提高，事故也越来越频繁。在美国马萨诸塞州波士顿，一名美国人哈里·埃尔克斯在万名观众面前遭遇车祸，伤重不治身亡。:141他的后轮胎在100每小時（62英里每小時）的速度下爆胎 ，他被抛到另一位骑手的领骑摩托下，摩托“以一种可怕的方式碾压了这个倒地的人。”在巴黎王子公园体育场开赛前，来自芝加哥的乔治·利安德（George Leander）说：“只有笨手笨脚的人才会送命。”80（50英里）后，利安德被抛起5（16英尺）高 ，摔在赛道上，再弹到座位上，并在36小时后死亡。:1421909年7月18日，柏林发生一起车祸，一辆摩托冲进看台并爆炸，造成9人死亡。
历史学家彼得·奈（Peter Nye）写道：
 摩托领骑赛既迷人又危险。摔车的情况很常见，主要是因为自行车在高速行驶时会爆胎。骑手们既不戴头盔，也不戴手套。他们只依靠反应迅速、年轻力壮和运气。尽管鲍比·沃尔特豪尔这三样都不缺，但他在职业生涯中却积累了一份既令人钦佩又令人震惊的受伤清单：右侧锁骨骨折28次，左侧18次，肋骨骨折32次，脸部和头部缝了60针。根据家族史，有一次在巴黎，他已经被放弃并送往太平间了，但他又在石板上恢复了意识。
最大的摩托车是由领骑者用其它摩托车的零件制造的，发动机排量高达2,400 cc（150 cu in）。最大的一辆有两名骑手，一名蜷缩在车把上操控方向，另一名直坐在后轮上方，保护骑手并操纵发动机。领骑者穿皮衣，戴护目镜和头盔，但许多骑手只戴单帽。:141
世界管理机构国际自行车联盟于1920年制定了领骑摩托的规则。在此之前，标准都是由警方（特别是在德国）或田径运动组织者制定的。
一百年来，除战争期间外，每年都会举行摩托领骑世界锦标赛，通常分为业余锦标赛和专业锦标赛。卡斯滕·波德莱施于1994年成功卫冕，成为最后一位世界冠军。欧洲多国仍继续举办全国锦标赛，并且每年仍会举办欧洲锦标赛。
现在使用的摩托车包括750 cc（46 cu in）的凯旋虎或宝马摩托。领骑摩托后部框架上装有滚轮，以与骑手保持均匀的距离。1920年，当UCI坚持要求这样做时，一些车手表示反对。领骑者站立或坐直，以最大限度为骑手劈风，车把则延长以便保持姿势，标准化的皮装可以让任何骑手获得相同的尾流效果。速度可达100每小時（62英里每小時）；平均为60—70每小時（37—43英里每小時）。
这种自行车是钢制的，坚固耐用，前轮较小，可让跟骑者前躬而进入尾流。

## Derny领骑
Derny是一款轻型摩托车，通常由98 cc（6.0 cu in）Zurcher二冲程发动机通过固定链轮驱动，通常链盘70齿，飞轮11齿。这种组合可以平稳地加减速，这一点非常重要，因为跟骑者距离领骑员带防护的后轮只有几厘米。马达和后轮间的耦合，可以确保在马达卡住时，机器不会突然停止。

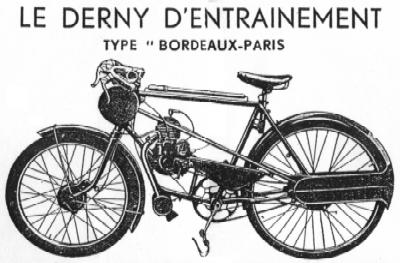
Derny的宣传材料

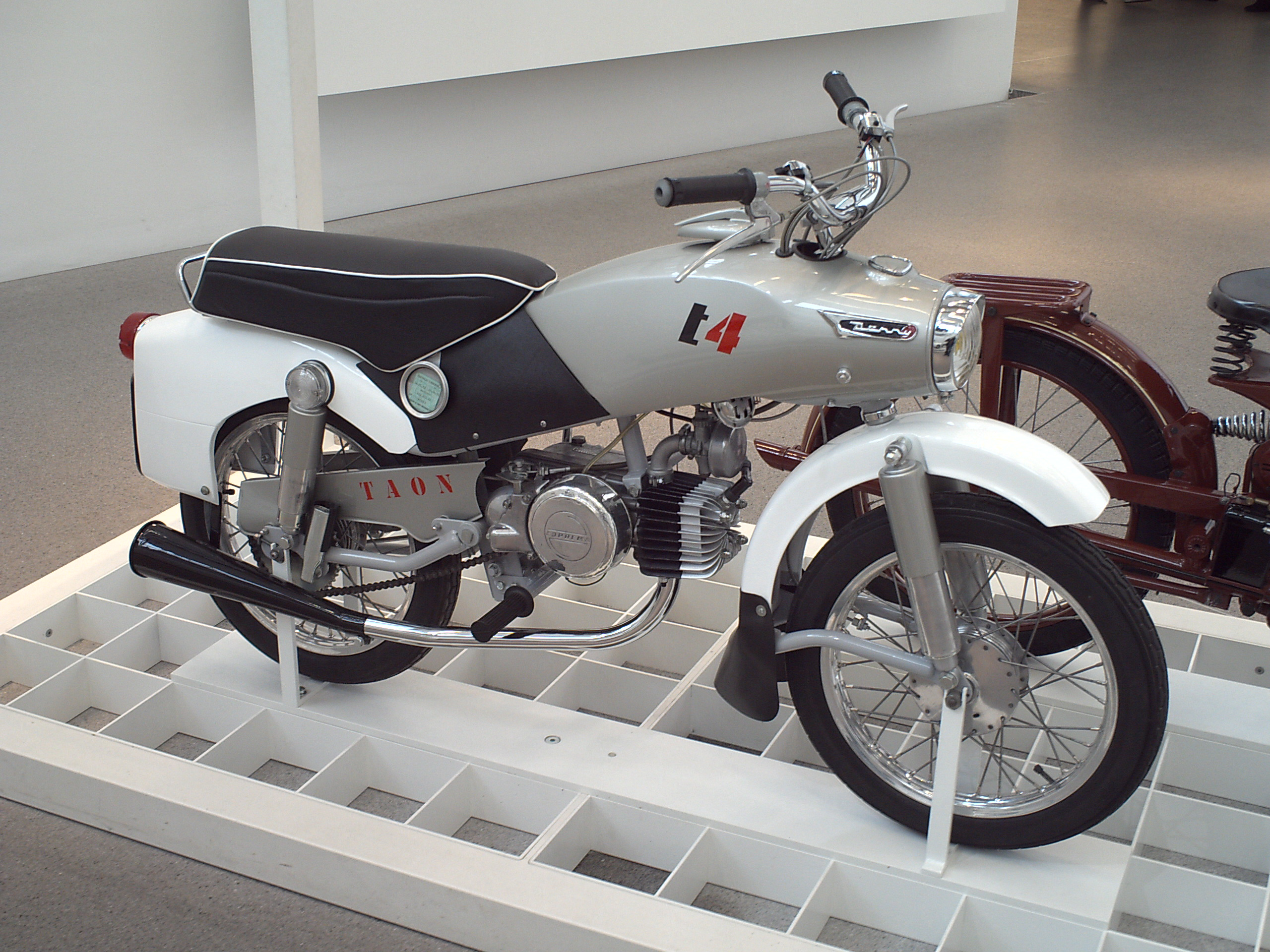
Derny Taon 125，1955/1956

第一款Entraineur或称波尔多-巴黎车型，在车把上装有一个汽油箱，由法国巴黎圣芒德大街（avenue de St Mandé）的Roger Derny et Fils于1938年制造。该公司于1957年关闭，但另一家位于rue de Picpus的Derny Service公司在1970年代仍提供维修和翻新服务。除了双人摩托和轻便摩托外，Derny还制造了一款名为Solo的街道摩托。
Derny的名称现在被用于所有此类车辆，而不管制造商是谁。拉鲁斯的词典将其用作自行车比赛中使用的小型领骑摩托的通用术语。机器必须采用冲击启动。然后它可以为骑手领骑至高达90每小時（56英里每小時），不过比赛速度很少超过80每小時（50英里每小時）。Derny领骑员后面的骑手骑的是传统的场地自行车。
1946至1985年间，波尔多—巴黎的部分赛段由Derny领骑。

## 领骑员
领骑员和跟骑者之间协作时会使用国际上通晓的术语和信号，因为领骑员和跟骑者可能来自不同的国家。跟骑者需要靠近滚轮才能尽可能从尾流中获益；如果他离得太近，可能会撞到滚轮而摔倒；如果他离得太远，就会错失尾流的影响而很快落后。这时，领骑者就必须减速以便让跟骑者赶上，然后再加速，但会尽量避免再次丢下骑手。

## 比赛

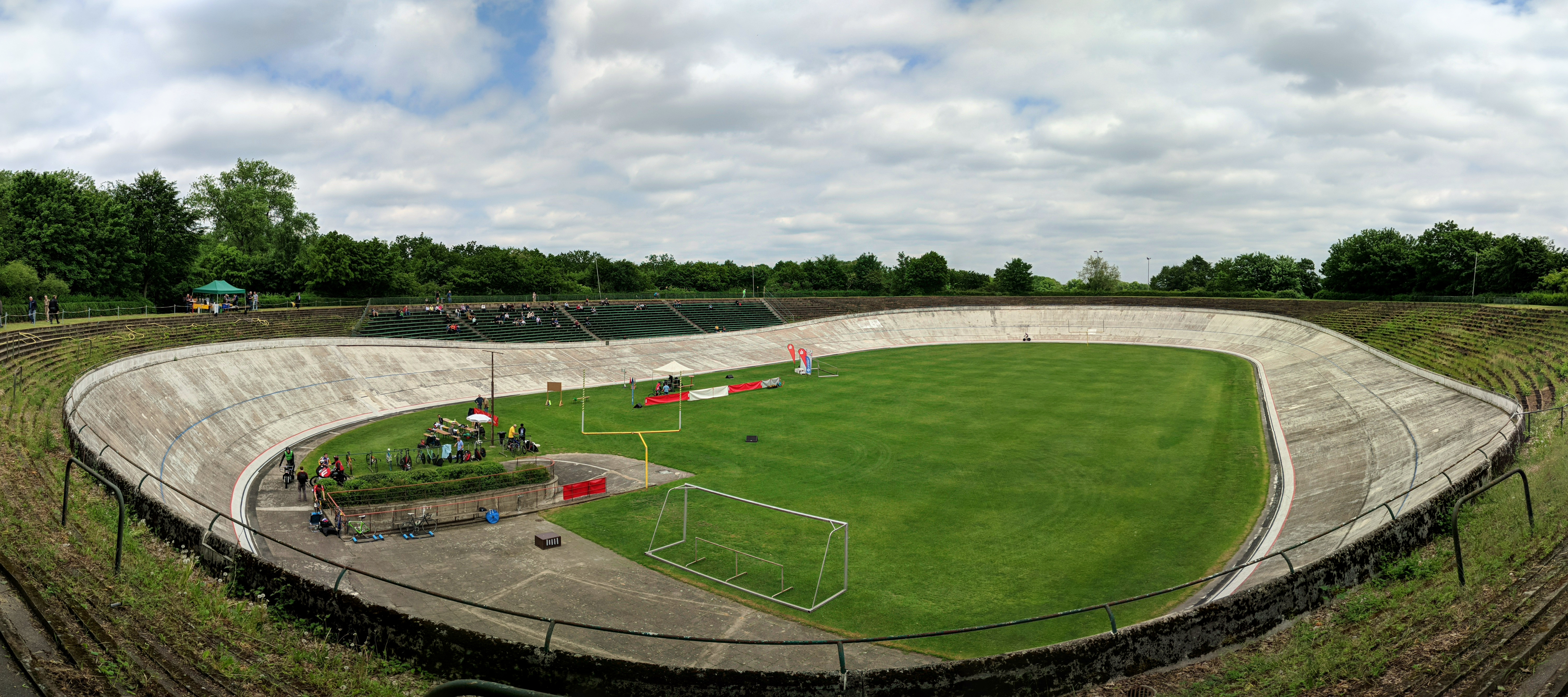
比勒费尔德自行车场（2019年）

比赛在自行车场或其它倾斜的椭圆形赛道上举行，以实现高速骑行。快速起步后，自行车手们与他们的领骑员汇合。要求逆时针骑行，且只能从右侧超车，在内侧车道与外侧较长的超车道之间划有一条蓝线。通常每场比赛有4至6对选手参赛，赛程可长达100（62英里），也可能是在规定时间内骑行。

### 凯林赛
凯林赛起源于日本，是以领骑开始的冲刺赛，现已传播到世界各地，是摩托领骑赛的一种变体。一组自行车手在一名领骑员的带领下达到一定速度，然后自行冲刺至终点。

## 记录
最早载入史册的一小时领骑纪录，是由英国人弗雷德里克·林德利·多兹（Frederick Lindley Dodds）创造的。那是1876年在剑桥大学举行的一场20英里集体出发赛，当时他骑一辆实心胎自行车，骑了近16英里（26）。1897年9月27日，南伦敦车手J·W·斯托克斯（J. W. Stocks）创下了32英里1,086碼（52.492）的英国一小时领骑纪录，并保持至今。
1893至1895年，埃莱娜·迪特里厄创下了多项女子一小时领骑纪录，最后一次是在鲁拜森自行车场创下的39.190公里。1896年，阿梅莉·勒加尔在布法罗自行车场，以43.461公里的成绩，创造了女子一小时领骑的新纪录。
1898年，美国人哈里·埃尔克斯第一次创下了一小时领骑纪录，成绩是34英里（55）。为他领骑的是一辆加装了马达的双人自行车。第一次由纯摩托车领骑的纪录是42英里（68），是1902年由英国选手汤姆·林顿（Tom Linton），在巴黎西北部的王子公园赛道创下的。速度提高了，但纪录却变得更加模糊，因为有些纪录是在国际自行车联盟的规则下创造的，而有些根本就没有规则。
1950年10月12日，海因茨·克莱默在边疆环，以154.506每小時（96.006英里每小時）的速度创造了摩托领骑的瞬时速度世界纪录。
1962年7月16日，法国人何塞·梅弗雷特在德国弗赖堡的高速公路上，创下了204.73每小時（127.21英里每小時）的纪录，为他领骑的是一辆梅赛德斯-奔驰300 SL。他当时骑的自行车，大盘有130齿，轮辋是木制的。1995年10月15日在博纳维尔盐滩上，弗雷德·龙佩尔伯格跟在带有大型风罩的直道赛车后面，达到了268.831每小時（167.044英里每小時）的速度。
英国瞬时速度的纪录保持者是尼尔·坎贝尔（Neil Campbell），他在2016年4月25日，跟在一辆改装的大众帕萨特后面，骑行速度达到了114.18英里每小時（183.75每小時）。此前的纪录是盖伊·马丁在2013年，跟在一辆改装的比赛卡车后面，创下的112.94英里每小時（181.76每小時）。
2016年9月12日，丹尼斯·穆勒-科伦尼克在博纳维尔盐滩，创下了147英里每小時（237每小時）的女子自行车陆地速度纪录。穆勒的教练约翰·霍华德也曾是纪录保持者。目前尚不清楚哪个机构负责监督这次破纪录尝试。2018年9月16日，她仍是在博纳维尔，以183.93英里每小時（296.01每小時）的最高速度刷新了世界纪录，这次为她领骑的是一辆装有整流罩的改装轨道赛车。